# Dysertacja

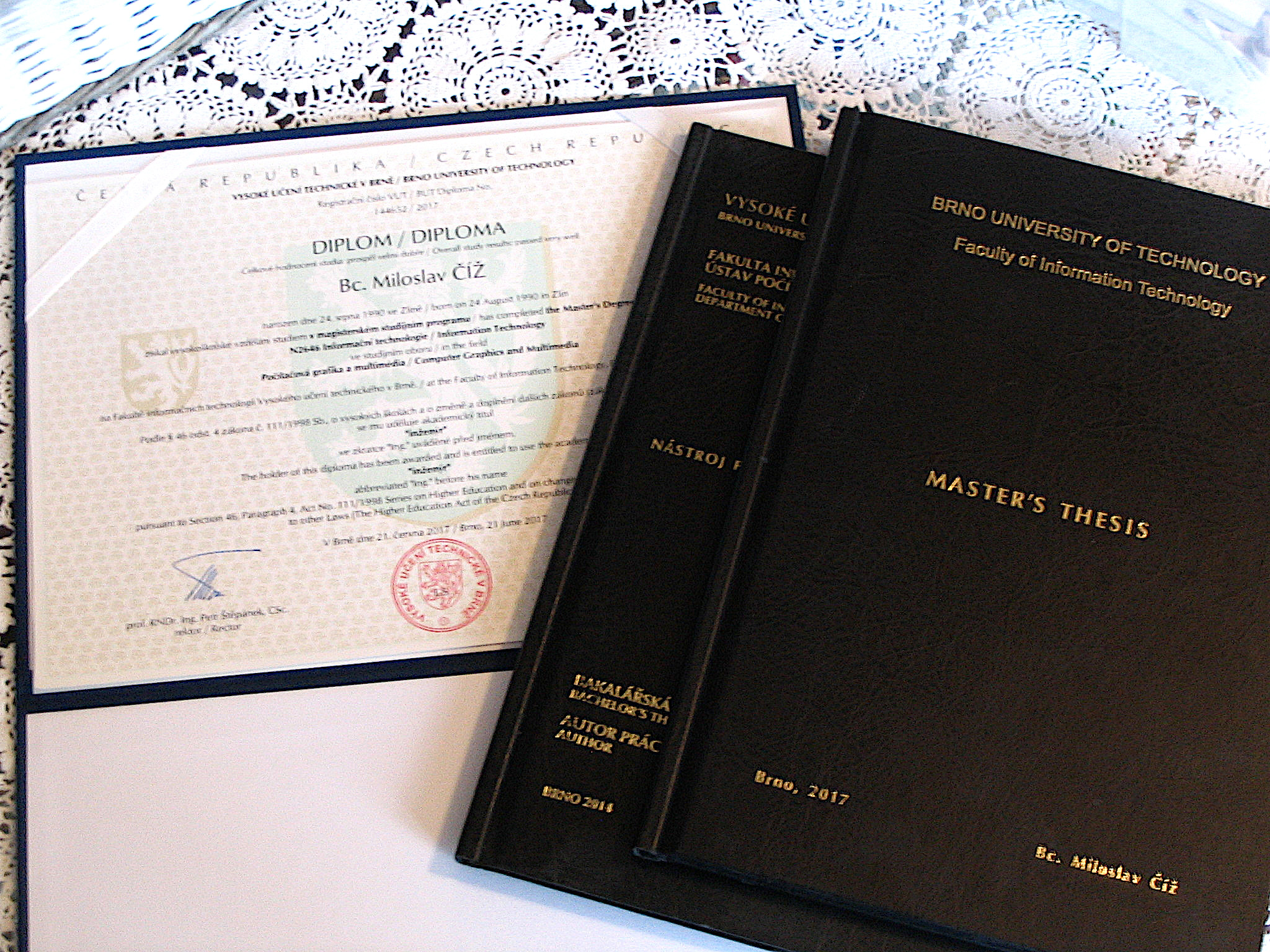
Dysertacja i dyplom

Dysertacja – pisemna praca naukowa (praca dyplomowa) pisana w celu uzyskania stopnia naukowego, zazwyczaj w formie rozprawy. W Polsce napisanie i przedstawienie do recenzji dysertacji było warunkiem koniecznym otrzymania stopnia doktora i doktora habilitowanego. Wymóg ten zniesiono w 2012 roku i jest możliwe uzyskanie stopnia na podstawie wcześniejszych publikacji.
W przypadku dysertacji pisanej w celu otrzymania stopnia doktora, doktora habilitowanego (rozprawy doktorskiej, r. habilitacyjnej), oczekuje się, aby zawierała ona oryginalne wyniki autora, wnoszące istotne, nowe treści do rozwoju nauki. Dysertacja doktorska pisana jest pod kontrolą i z pomocą promotora, habilitacyjna samodzielnie.
W niektórych krajach otrzymanie stopnia naukowego następuje automatycznie po przedstawieniu dysertacji i uzyskaniu pozytywnych jej recenzji. W innych, m.in. w Polsce, wymagana jest jeszcze publiczna obrona dysertacji doktorskiej i multidyscyplinarny egzamin ustny, dysertacja habilitacyjna jest broniona niepublicznie.
Dawniej wyraz „dysertacja” oznaczał również poważną dyskusję naukową.